# Nová Polhora
Nová Polhora (Hongaars: Lapispatakújtelep) is een Slowaakse gemeente in de regio Košice, en maakt deel uit van het district Košice-okolie.
Nová Polhora telt 414 inwoners.